# پیمان‌شکنی (فیلم)
پیمان‌شکنی (به آلمانی: Meineid) یک فیلم صامت درام آلمانی به کارگردانی جورج یاکوبی محصول سال ۱۹۲۹ میلادی است.